# 312
312 (CCCXII) var ett skottår som började en tisdag i den julianska kalendern.

## Händelser

### Oktober
- 28 oktober – Konstantin den store besegrar Maxentius i slaget vid Pons Mulvius och blir därmed den ende romerske kejsaren i väster.

### Okänt datum
- Byggandet av Konstantins triumfbåge påbörjas i Rom.
- Konciliet i Kartago stöder donatismen vilket innebär en rigorös användning och tolkning av sakramenten. Dessa doktriner fördöms senare vid konciliet i Arles 314.
- Guldmyntet Solidus införs som betalningsmedel i Romerska riket.

## Avlidna
- 28 oktober – Maxentius, romersk kejsare (stupad)